# Momerstroff
Momerstroff é uma comuna francesa na região administrativa do Grande Leste, no departamento de Mosela. Estende-se por uma área de 6.17 km², e possui 291 habitantes, segundo o censo de 2018, com uma densidade de 47 hab/km².